# NBA Rookie of the Year
Pour les articles homonymes, voir Rookie (homonymie).

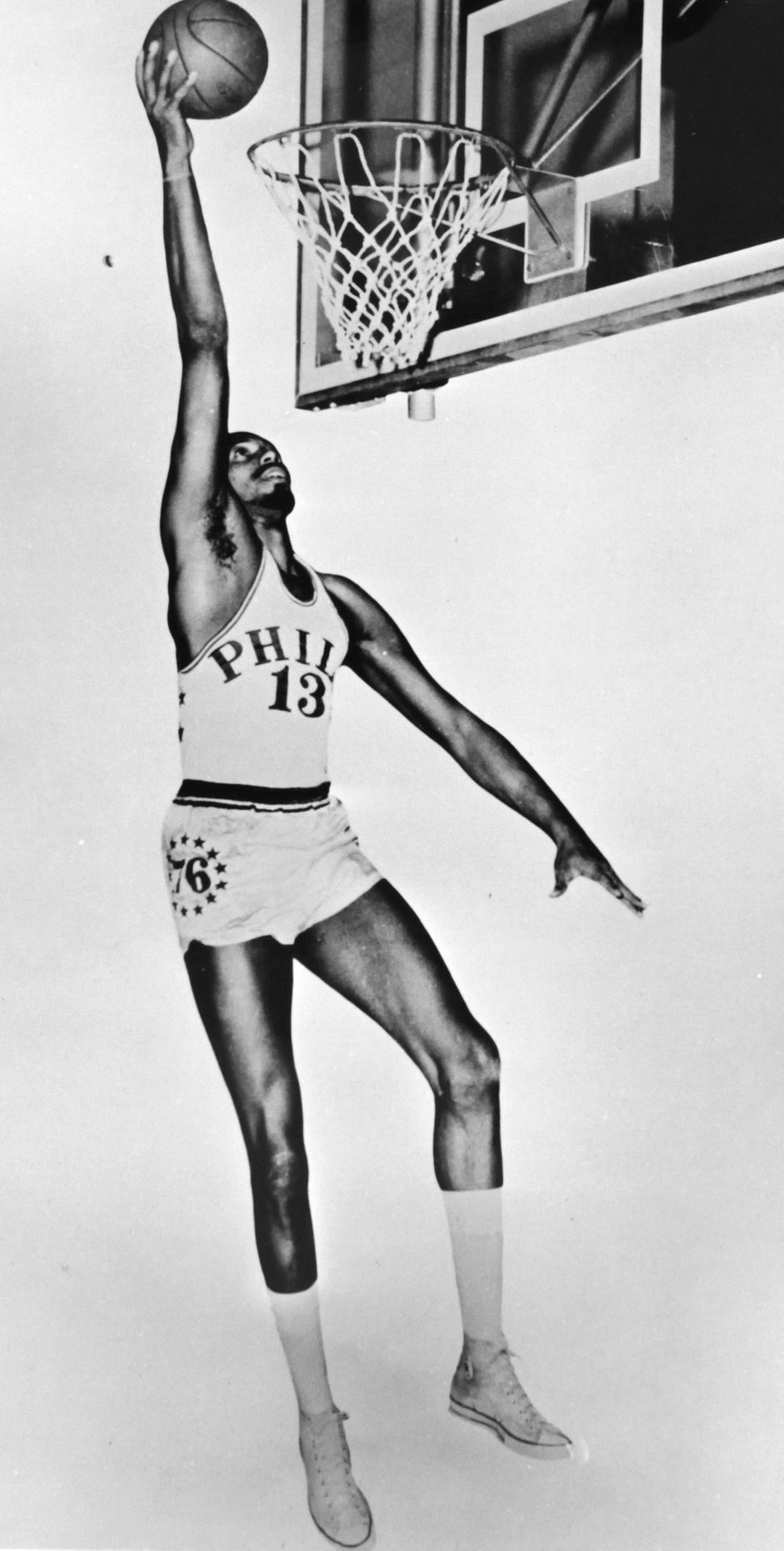
Wilt Chamberlain, nommé rookie de l'année et MVP au cours de sa première saison.

Le trophée de Rookie of the Year de la NBA est une distinction remise au meilleur joueur disputant sa première année dans la ligue de basket-ball nord-américaine. Il fut remis pour la première fois à la fin de la saison 1952-1953. Initialement au nom d'Eddie Gottlieb, il est renommé en 2022, au nom de Wilt Chamberlain.
Le vainqueur est choisi par un jury composé de journalistes sportifs américains et canadiens, qui votent chacun pour la première, deuxième et troisième place, avec cinq points, trois points et un point attribués respectivement. Le, ou les joueurs, ayant le total de points le plus élevé, peu importe le nombre de votes en première place, remportent le prix. Le dernier lauréat est Stephon Castle des Spurs de San Antonio.
Vingt-deux lauréats sont des premiers choix de draft. Seize vainqueurs ont également remporté le titre de NBA Most Valuable Player (MVP) dans leur carrière, dont Wilt Chamberlain et Wes Unseld qui ont remporté les deux honneurs sur une même saison,. Trente des gagnants ont été élus au Basketball Hall of Fame à l'issue de leur carrière. Trois saisons ont connu des double vainqueurs : Dave Cowens et Geoff Petrie en 1970-1971, Grant Hill et Jason Kidd en 1994-1995 et Elton Brand et Steve Francis en 1999-2000. Six joueurs ont remporté la distinction à l’unanimité (en recueillant tous les votes pour la première place) : Ralph Sampson, David Robinson, Blake Griffin, Damian Lillard, Karl-Anthony Towns et Victor Wembanyama.
Pau Gasol d’Espagne, Andrew Wiggins du Canada, Ben Simmons d’Australie, Luka Dončić de Slovénie, Paolo Banchero d'Italie et Victor Wembanyama de France sont les seuls gagnants internationaux.

## Vainqueurs
|   | Joueur étant toujours en activité en NBA. |
|   | Introduit au Basketball Hall of Fame.     |
| † | Indique les gagnants à l'unanimité.       |
| T | Territorial pick                          |

| Saison    | Joueur                  | Position           | Nationalité             | Équipe                                       | Choix | Draft |
| --------- | ----------------------- | ------------------ | ----------------------- | -------------------------------------------- | ----- | ----- |
| 1952-1953 | Don Meineke             | Ailier/Pivot       | Américaine              | Pistons de Fort Wayne                        | 12    | 1952  |
| 1953-1954 | Ray Felix               | Pivot              | Américaine              | Bullets de Baltimore                         | 1     | 1953  |
| 1954-1955 | Bob Pettit              | Ailier/Pivot       | Américaine              | Hawks de Milwaukee                           | 2     | 1954  |
| 1955-1956 | Maurice Stokes          | Ailier/Pivot       | Américaine              | Royals de Rochester                          | 2     | 1955  |
| 1956-1957 | Tom Heinsohn            | Ailier             | Américaine              | Celtics de Boston                            | T     | 1956  |
| 1957-1958 | Woody Sauldsberry       | Allier/Pivot       | Américaine              | Warriors de Philadelphie                     | 60    | 1957  |
| 1958-1959 | Elgin Baylor            | Ailier             | Américaine              | Lakers de Minneapolis                        | 1     | 1958  |
| 1959-1960 | Wilt Chamberlain        | Pivot              | Américaine              | Warriors de Philadelphie (2)                 | T     | 1959  |
| 1960-1961 | Oscar Robertson         | Meneur             | Américaine              | Royals de Cincinnati (2)                     | 1/T   | 1960  |
| 1961-1962 | Walt Bellamy            | Pivot              | Américaine              | Packers de Chicago (2)                       | 1     | 1961  |
| 1962-1963 | Terry Dischinger        | Ailier/Meneur      | Américaine              | Zephyrs de Chicago (3)                       | 8     | 1962  |
| 1963-1964 | Jerry Lucas             | Ailier/Pivot       | Américaine              | Royals de Cincinnati (3)                     | T     | 1962  |
| 1964-1965 | Willis Reed             | Pivot/Ailier       | Américaine              | Knicks de New York                           | 8     | 1964  |
| 1965-1966 | Rick Barry              | Ailier             | Américaine              | Warriors de San Francisco (3)                | 2     | 1965  |
| 1966-1967 | Dave Bing               | Meneur             | Américaine              | Pistons de Détroit (2)                       | 2     | 1966  |
| 1967-1968 | Earl Monroe             | Meneur             | Américaine              | Bullets de Baltimore (4)                     | 2     | 1967  |
| 1968-1969 | Wes Unseld              | Pivot/Ailier       | Américaine              | Bullets de Baltimore (5)                     | 2     | 1968  |
| 1969-1970 | Lew Alcindor            | Pivot              | Américaine              | Bucks de Milwaukee                           | 1     | 1969  |
| 1970-1971 | Dave Cowens             | Pivot/Ailier       | Américaine              | Celtics de Boston (2)                        | 4     | 1970  |
| 1970-1971 | Geoff Petrie            | Meneur             | Américaine              | Trail Blazers de Portland                    | 8     | 1970  |
| 1971-1972 | Sidney Wicks            | Meneur             | Américaine              | Trail Blazers de Portland (2)                | 2     | 1971  |
| 1972-1973 | Bob McAdoo              | Pivot/Ailier       | Américaine              | Braves de Buffalo                            | 2     | 1972  |
| 1973-1974 | Ernie DiGregorio        | Meneur             | Américaine              | Braves de Buffalo (2)                        | 3     | 1973  |
| 1974-1975 | Jamaal Wilkes           | Ailier/Meneur      | Américaine              | Warriors de Golden State (4)                 | 11    | 1974  |
| 1975-1976 | Alvan Adams             | Pivot/Ailier       | Américaine              | Suns de Phoenix                              | 4     | 1975  |
| 1976-1977 | Adrian Dantley          | Ailier/Meneur      | Américaine              | Braves de Buffalo (3)                        | 6     | 1976  |
| 1977-1978 | Walter Davis            | Meneur/Ailier      | Américaine              | Suns de Phoenix (2)                          | 5     | 1977  |
| 1978-1979 | Phil Ford               | Meneur             | Américaine              | Kings de Kansas City (4)                     | 2     | 1978  |
| 1979-1980 | Larry Bird              | Ailier             | Américaine              | Celtics de Boston (3)                        | 6     | 1978  |
| 1980-1981 | Darrell Griffith        | Meneur             | Américaine              | Jazz de l'Utah                               | 2     | 1980  |
| 1981-1982 | Buck Williams           | Ailier/Pivot       | Américaine              | Nets du New Jersey                           | 3     | 1981  |
| 1982-1983 | Terry Cummings          | Ailier             | Américaine              | Clippers de San Diego (4)                    | 2     | 1982  |
| 1983-1984 | Ralph Sampson †         | Pivot              | Américaine              | Rockets de Houston                           | 1     | 1983  |
| 1984-1985 | Michael Jordan          | Arrière            | Américaine              | Bulls de Chicago                             | 3     | 1984  |
| 1985-1986 | Patrick Ewing           | Pivot              | Américaine              | Knicks de New York (2)                       | 1     | 1985  |
| 1986-1987 | Chuck Person            | Ailier             | Américaine              | Pacers de l'Indiana                          | 4     | 1986  |
| 1987-1988 | Mark Jackson            | Meneur             | Américaine              | Knicks de New York (3)                       | 18    | 1987  |
| 1988-1989 | Mitch Richmond          | Meneur             | Américaine              | Warriors de Golden State (5)                 | 5     | 1988  |
| 1989-1990 | David Robinson †        | Pivot              | Américaine              | Spurs de San Antonio                         | 1     | 1987  |
| 1990-1991 | Derrick Coleman         | Ailier             | Américaine              | Nets du New Jersey (2)                       | 1     | 1990  |
| 1991-1992 | Larry Johnson           | Ailier             | Américaine              | Hornets de Charlotte                         | 1     | 1991  |
| 1992-1993 | Shaquille O'Neal        | Pivot              | Américaine              | Magic d'Orlando                              | 1     | 1992  |
| 1993-1994 | Chris Webber            | Ailier fort/Pivot  | Américaine              | Warriors de Golden State (6)                 | 1     | 1993  |
| 1994-1995 | Grant Hill              | Ailier             | Américaine              | Pistons de Détroit (3)                       | 3     | 1994  |
| 1994-1995 | Jason Kidd              | Meneur             | Américaine              | Mavericks de Dallas                          | 2     | 1994  |
| 1995-1996 | Damon Stoudamire        | Meneur             | Américaine              | Raptors de Toronto                           | 7     | 1995  |
| 1996-1997 | Allen Iverson           | Meneur             | Américaine              | 76ers de Philadelphie                        | 1     | 1996  |
| 1997-1998 | Tim Duncan              | Ailier fort/Pivot  | Américaine              | Spurs de San Antonio (2)                     | 1     | 1997  |
| 1998-1999 | Vince Carter            | Ailier             | Américaine              | Raptors de Toronto (2)                       | 5     | 1998  |
| 1999-2000 | Elton Brand             | Ailier fort        | Américaine              | Bulls de Chicago (2)                         | 1     | 1999  |
| 1999-2000 | Steve Francis           | Meneur             | Américaine              | Rockets de Houston (2)                       | 2     | 1999  |
| 2000-2001 | Mike Miller             | Ailier             | Américaine              | Magic d'Orlando (2)                          | 5     | 2000  |
| 2001-2002 | Pau Gasol               | Ailier fort/Pivot  | Espagnole               | Grizzlies de Memphis                         | 3     | 2001  |
| 2002-2003 | Amar'e Stoudemire       | Ailier fort/Pivot  | Américaine Israélienne  | Suns de Phoenix (3)                          | 9     | 2002  |
| 2003-2004 | LeBron James            | Ailier             | Américaine              | Cavaliers de Cleveland                       | 1     | 2003  |
| 2004-2005 | Emeka Okafor            | Pivot/Ailier fort  | Américaine              | Bobcats de Charlotte (2)                     | 2     | 2004  |
| 2005-2006 | Chris Paul              | Meneur             | Américaine              | Hornets de la Nouvelle-Orléans/Oklahoma City | 4     | 2005  |
| 2006-2007 | Brandon Roy             | Meneur             | Américaine              | Trail Blazers de Portland (3)                | 6     | 2006  |
| 2007-2008 | Kevin Durant            | Ailier             | Américaine              | SuperSonics de Seattle                       | 2     | 2007  |
| 2008-2009 | Derrick Rose            | Meneur             | Américaine              | Bulls de Chicago (3)                         | 1     | 2008  |
| 2009-2010 | Tyreke Evans            | Ailier             | Américaine              | Kings de Sacramento (5)                      | 4     | 2009  |
| 2010-2011 | Blake Griffin †         | Ailier             | Américaine              | Clippers de Los Angeles (5)                  | 1     | 2009  |
| 2011-2012 | Kyrie Irving            | Meneur             | Australienne Américaine | Cavaliers de Cleveland (2)                   | 1     | 2011  |
| 2012-2013 | Damian Lillard †        | Meneur             | Américaine              | Trail Blazers de Portland (4)                | 6     | 2012  |
| 2013-2014 | Michael Carter-Williams | Meneur             | Américaine              | 76ers de Philadelphie (2)                    | 11    | 2013  |
| 2014-2015 | Andrew Wiggins          | Ailier             | Canadienne              | Timberwolves du Minnesota                    | 1     | 2014  |
| 2015-2016 | Karl-Anthony Towns †    | Pivot              | Américaine Dominicaine  | Timberwolves du Minnesota (2)                | 1     | 2015  |
| 2016-2017 | Malcolm Brogdon         | Meneur             | Américaine              | Bucks de Milwaukee (2)                       | 36    | 2016  |
| 2017-2018 | Ben Simmons             | Ailier fort/Meneur | Australienne            | 76ers de Philadelphie (3)                    | 1     | 2016  |
| 2018-2019 | Luka Dončić             | Ailier/Meneur      | Slovène                 | Mavericks de Dallas (2)                      | 3     | 2018  |
| 2019-2020 | Ja Morant               | Meneur             | Américaine              | Grizzlies de Memphis (2)                     | 2     | 2019  |
| 2020-2021 | LaMelo Ball             | Meneur             | Américaine              | Hornets de Charlotte (3)                     | 3     | 2020  |
| 2021-2022 | Scottie Barnes          | Ailier fort        | Américaine              | Raptors de Toronto (3)                       | 4     | 2021  |
| 2022-2023 | Paolo Banchero          | Ailier fort        | Américaine Italienne    | Magic d'Orlando (3)                          | 1     | 2022  |
| 2023-2024 | Victor Wembanyama †     | Pivot              | Française               | Spurs de San Antonio (3)                     | 1     | 2023  |
| 2024-2025 | Stephon Castle          | Meneur             | Américaine              | Spurs de San Antonio (4)                     | 4     | 2024  |